# Familia Abashidze

Escudo de armas de la familia Abashidze.

Los Abashidze (en georgiano: აბაშიძე) son una familia georgiana y una antigua casa principesca. Aparecieron en el siglo XV, alcanzaron la prominencia en el reino de Imereti en la Georgia occidental a finales del siglo XVII y se ramificaron en los reinos georgianos del este de Kakheti y de Kartli así como la región sudoriental entonces otomana de Ayaria. Después de la anexión rusa de las políticas georgianas, la familia fue rebautizada como Kniaz Abashidze (del ruso: Абашидзе) por el decreto del zar de 1825.

## Historia

Escudo de armas de la familia Abashidze.

La familia Abashidze posiblemente derivó de la casa noble georgiana medieval de los Liparitos-Orbelianios, pero la leyenda de la familia sostiene que descendía de un oficial abisinio llamado Abash, quien supuestamente había acompañado al ejército árabe de Marwan ibn Muhammad a Georgia en el siglo VIII. Se dice que Abash permaneció en Georgia y ennobleció cuando salvó la vida de un príncipe heredero de Georgia de un lobo.
La primera documentación registrada sobre los Abashidze se remonta al último período del siglo XV. En la década de 1540, ya estaban en posesión de un feudo considerable dentro del Reino de Imereti situado en su parte oriental y llamado Saabashidzeo (სააბაშიძეო, literalmente "la tierra de los Abashidze"). La familia alcanzó el clímax de su poder a comienzos del siglo XVIII, cuando poseía 78 pueblos, varios castillos, fortalezas, iglesias y monasterios, así como 1.500 hogares de siervos. El príncipe Giorgi-Malakia Abashidze no sólo fue el vasallo más poderoso de la corona de Imereti, sino que también actuó como poder tras el trono e incluso rey de facto de 1702 a 1707. La familia se extendió en el este de Georgia cuando Erekle II, rey de Kartli y Kakheti, concedió en 1774 a su suegro, el príncipe Zaal Abashidze, sus tierras en Kakheti. Una rama también se había establecido en Kartli en la persona de Vakhushti Abashidze. Más recientemente en el siglo XVIII, un representante de la línea imeretia pasó al gobierno otomano y se estableció en Batumi donde sus descendientes alcanzaron el título de sanjak-bey.
La anexión rusa de Imereti en 1810 llevó el principado de Saabashidzeo a un extremo. A partir de entonces, la familia fue equiparada a otras familias nobles del Imperio ruso y confirmada como príncipes el 20 de septiembre de 1825. El 29 de julio de 1876, al Príncipe Simón Abashidze (1837-1891) se le concedió el derecho de asumir el apellido y el escudo de armas de su suegro, el finado noble ucraniano Semen Davydovych Gorlenko, para él y sus descendientes de línea masculina (Abashidze-Gorlenko, Абашидзе-Горленко), pero murió sin un heredero varón.
La familia ha sobrevivido durante el siglo XXI y ha producido varios escritores notables, figuras públicas y políticos, como Memed Abashidze o Aslan Abashidze.